# Hviding Sogn
Hviding Sogn ist eine Kirchspielsgemeinde (dänisch Sogn) an der Nordseeküste im südlichen Dänemark. Bis 1970 gehörte sie zur Harde Hviding Herred im damaligen Tønder Amt, danach zur Ribe Kommune im erweiterten Ribe Amt, die im Zuge der  Kommunalreform zum 1. Januar 2007 in der „neuen“  Esbjerg Kommune in der Region Syddanmark aufgegangen ist.

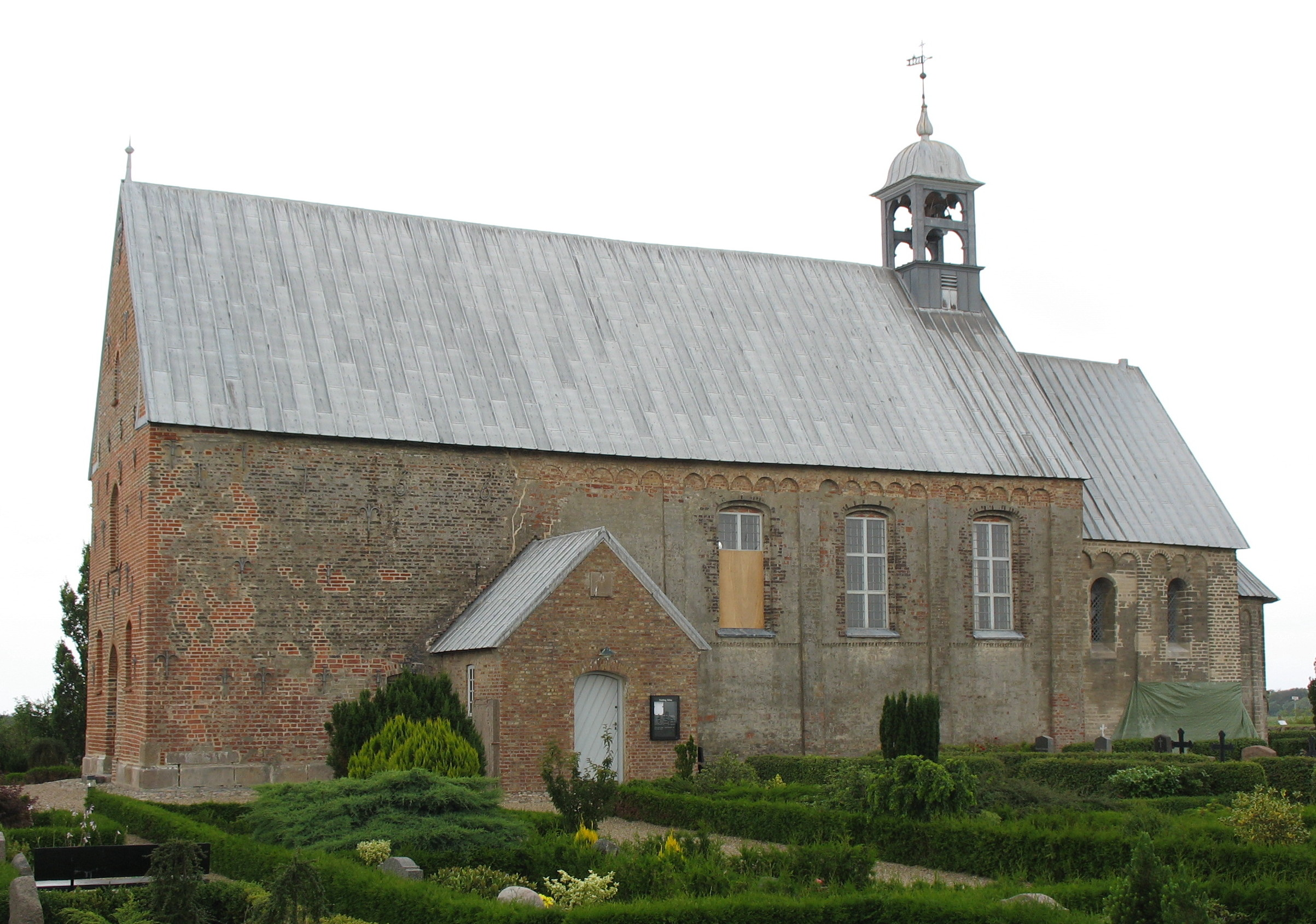
Hviding Kirke

Im Kirchspiel leben 791 Einwohner (Stand:1. Januar 2023). Im Kirchspiel liegt die Kirche „Hviding Kirke“.
Nachbargemeinden sind im Norden Vester Vedsted Sogn, im Osten Roager Sogn und im Süden Rejsby Sogn in der Tønder Kommune.